# Elżbieta Szydłowiecka

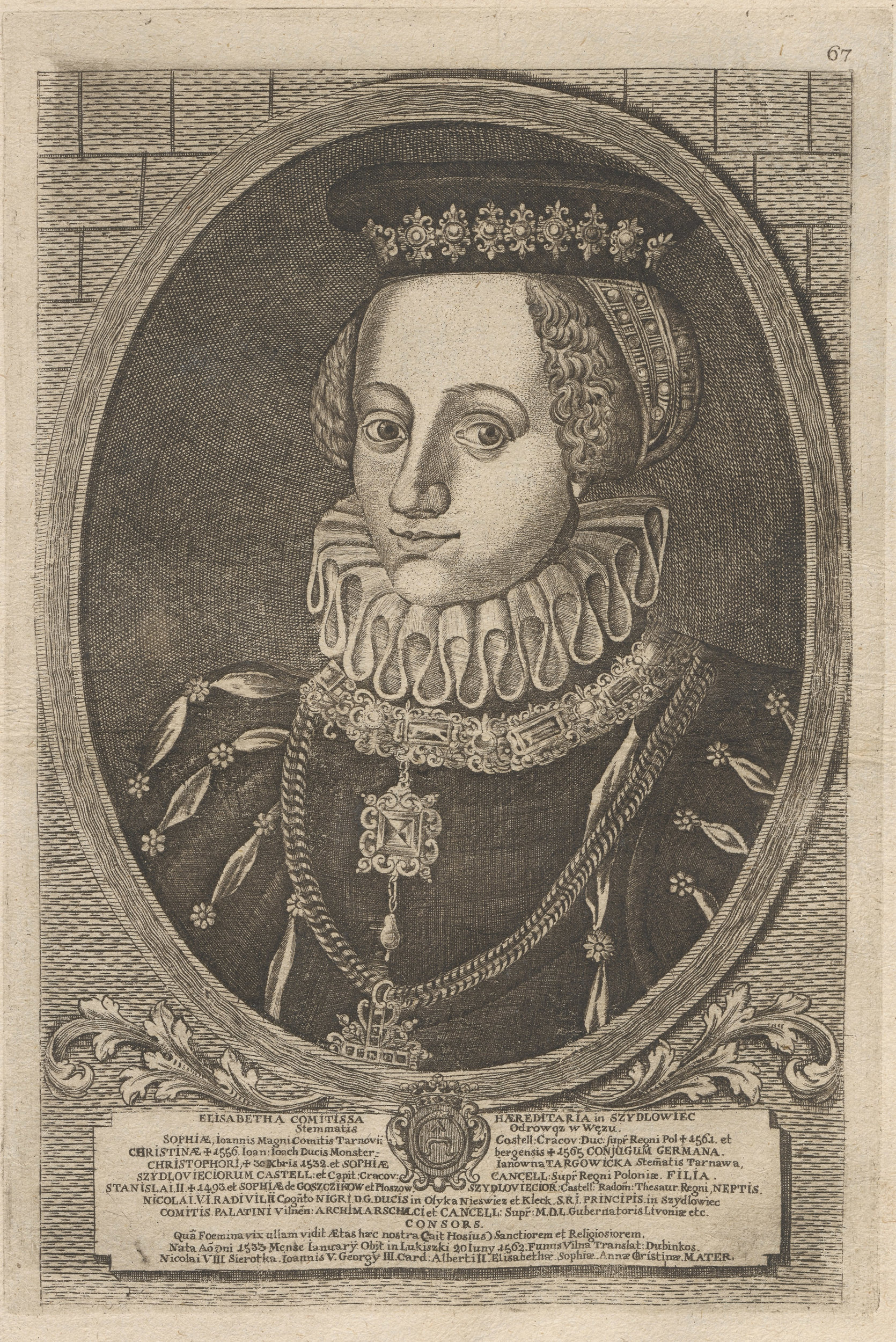
Porträt

Elżbieta Szydłowiecka (* 1533 auf dem Schloss Szydłowiec; † 1562 in Vilnius) war eine polnische Magnatin und Fürstin. Sie entstammte dem Adelsgeschlecht der Szydłowiecki und heiratete in das Geschlecht der Radziwiłł ein. Sie war calvinistischen Glaubens.

## Leben
Elżbieta war Tochter des Großkronkanzlers Krzysztof Szydłowiecki und Zofia Targowiska. Ihr Vater starb vor ihrer Geburt. Sie erbte 1547 das Fürstentum Szydłowiec. Ein Jahr später heiratete sie den Großkanzler von Litauen Mikołaj Radziwiłł Czarny auf der Burg Sandomierz. Auf ihrer Hochzeit war der polnische König Sigismund II. August und die Königinmutter Bona Sforza anwesend. Zu den gemeinsamen Kindern des Ehepaares zählten unter anderem Mikołaj Krzysztof Radziwiłł, Georg Radziwill, Albrecht Radziwiłł und Stanisław Radziwiłł.